# 仙波憲一
仙波 憲一（せんば けんいち、1950年7月14日 - ）は、日本の経済学者。青山学院大学名誉教授・第17代学長（2011年 - 2015年）。専門は理論経済学、マクロ経済学、ミクロ経済学、経済・経営数学。

## 経歴
群馬県高崎市生まれ。群馬県立高崎高等学校、青山学院大学経済学部経済学科卒業。同大学院経済学研究科修士課程修了、博士課程単位取得満期退学（専攻：理論経済学）。青山学院大学国際政治経済学部国際経済学科専任講師、助教授などを経て、1993年より教授。
2015年12月まで青山学院大学学長を務める。
2017年4月より青山学院大学地球社会共生学部教授。2019年3月に同大学を定年退職し、名誉教授の称号を授与される。

## 著書
- 『市場経済の理論とその応用』CAP出版、2001年

### 共編著
- 「R&D活動と経済成長」（石川昭・高森寛・仙波憲一編）『知識管理活動とインターナショナルマネジメント』税務経理協会、2002年
- 「アメリカの経済政策と設備投資動向」（本田重美、柘山堯司 、小菊喜一郎 、仙波憲一編）『現代アメリカの経済政策と外交政策』三省堂、1999年